# Jagex
Jagex Limited — британский разработчик и издатель видеоигр, базирующийся в Кембриджском научном парке в Кембридже, Англия. Он наиболее известен благодаря RuneScape и Old School RuneScape, которые вместе известны как крупнейшие в мире бесплатные массовые многопользовательские ролевые онлайн-игры. Название компании происходит от оригинального слогана «Java Gaming Experts». Помимо RuneScape, Jagex выпустила несколько казуальных игр на своём портале FunOrb, а также другие игры. Jagex принадлежал американским инвесторам с 2012 по 2016 год, китайским инвесторам с 2016 по 2020 год, Macarthur Fortune Holding LLC около года в 2020 году и в настоящее время принадлежит The Carlyle Group.

## История
После первоначального создания названия и логотипа Jagex для своих проектов братья Эндрю Гауэр и Пол Гауэр запустили свою компанию под именем Jagex Software в 1999 году, охарактеризовав её как «небольшую компанию по разработке программного обеспечения, базирующуюся в Англии, которая специализируется на производстве высококачественных Java-игр для интернет-сайтов». В том же году они начали работу над MMORPG RuneScape, которая была выпущена в январе 2001 года. В декабре 2001 года Эндрю Гауэр, Пол Гауэр, а также Констант Теддер запустили Jagex в его нынешнем воплощении с Теддером в качестве генерального директора. Jagex официально приобрела своё название «Jagex» благодаря Эндрю Гауэру в 2001 году.
RuneScape быстро набрала последователей; Через год после его выпуска было зарегистрировано более миллиона бесплатных аккаунтов. Изначально игра поддерживалась рекламой, однако пузырь доткомов привел к тому, что рекламодателей стало меньше. Компания создала платную версию игры с дополнительными функциями, чтобы покрыть расходы на хостинг и продолжить разработку. Платная версия RuneScape была выпущена 27 февраля 2002 года и за первую неделю набрала 5000 подписчиков, что сделало её одной из крупнейших в то время Java-игр с платой за игру.
До выпуска War of Legends в 2010 году компания использовала слоган «Java Gaming Experts», поскольку до этого момента она производила только игры, написанные на Java. После запуска War of Legends, основанной на Flash, название компании стало расшифровываться как «Just about the Game Experience».
12 декабря 2012 года Jagex выпустили Ace of Spades.